# ラックソーン駅
ラックソーン駅（タイ語：สถานีหลักสอง）は、タイ王国バンコク都バーンケー区にあるバンコク・メトロ（MRT）ブルーラインの駅。駅番号は「BL38」。

## 歴史
- 2019年
  - 9月21日 - ブルーライン・バーンワー - ラックソーン間試運転開通と同時に営業開始[1][2]。
  - 9月29日 - フワランポーン - バーンワー - ラックソーン間が正式開業。

## 駅構造
ペチャカセム道路上に位置する高架駅。U2階が改札階、U3階がホーム階である。プラットホームは相対式2面2線構造であり、可動式ホーム柵を完備している。

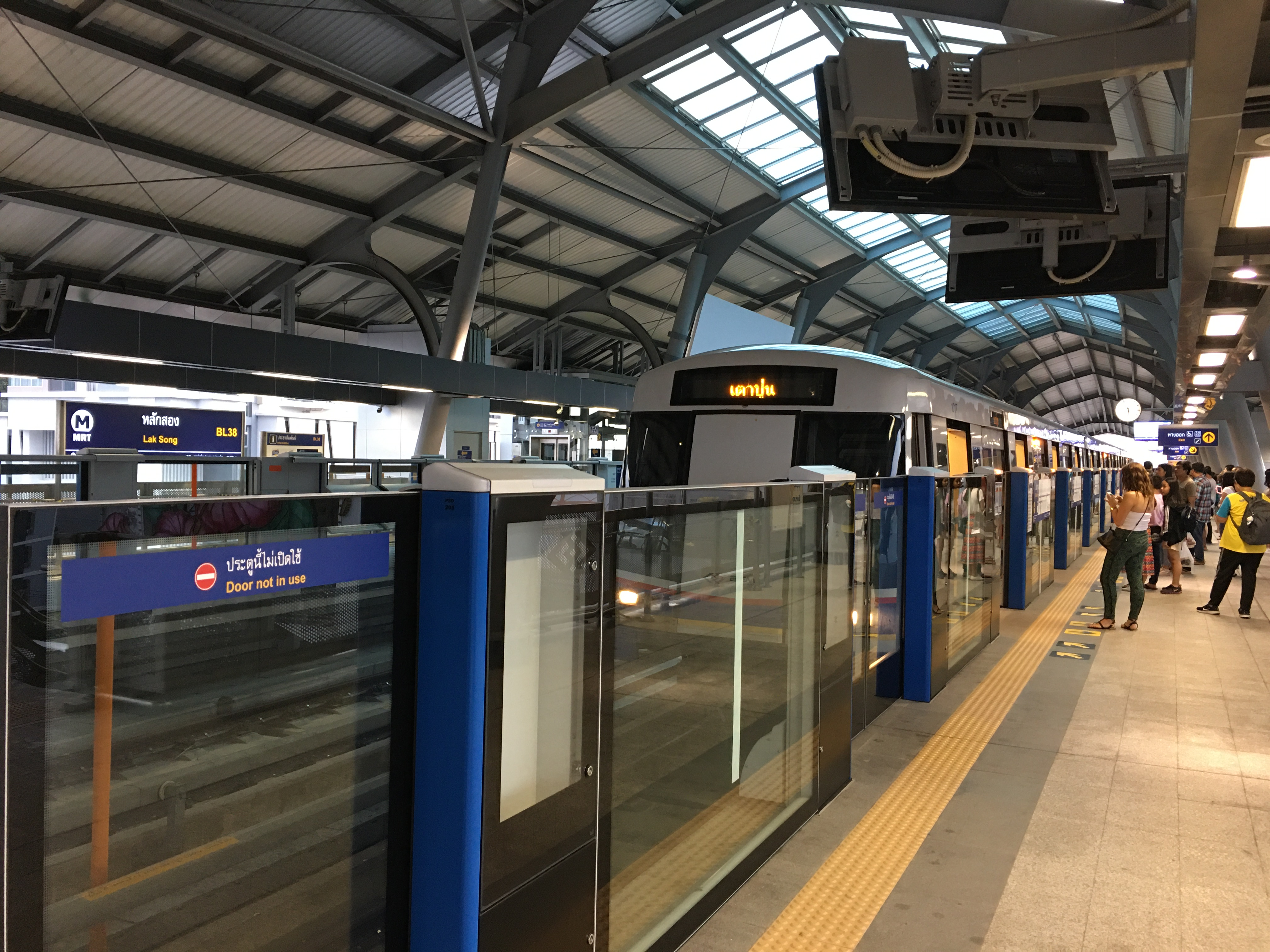
プラットホーム

駅からペデストリアンデッキでパークアンドライド用の8階建ての立体駐車場と10階建ての立体駐車場、ザ・モール・バーンケーと結ばれている。

### のりば
| 番線 | 路線         | 行先                                                     |
| ---- | ------------ | -------------------------------------------------------- |
| 1    | ブルーライン | （降車専用）                                             |
| 2    | ブルーライン | フワランポーン・スクムウィット・バーンスー・タープラ方面 |

## 駅周辺
- ザ・モール・バーンケー（タイ語版）
  - ホームプロ（タイ語版） バーンケー支店
- ラックソーンプラザ

## 隣の駅
バンコク・メトロ
 ブルーライン
バーンケー駅 (BL37) - ラックソーン駅 (BL38)